# Aqua (гурт)
Aqua (вимовляється: аква) — данський бабблгам-денс-гурт, що складається з чотирьох учасників: дівчини-норвежки Лене Нюстрьом і трьох данців — Рене Діфа, Серена Растеда та Клауса Норрена. Утворений у 1989 році. Гурт здобув популярність у 1990-і роки і став яскравим та найуспішнішим музичним колективом у Данії наприкінці XX століття. Найвідоміша пісня гурту — «Barbie Girl».
Aqua випустили три студійні альбоми: Aquarium (1997), Aquarius (2000) та Megalomania (2011).
У 2001 році члени гурту тимчасово призупинили свою діяльність у складі Aqua та зайнялися власними сольними проєктами, а у 2007 році повернулися до спільної роботи у гурті. За приблизними оцінками, до 2011 року було розпродано 33 мільйони екземплярів альбомів та синглів гурту.

## Історія

### 1989—1995: Формування та Joyspeed
Спільна історія гурту Aqua починається з 1989 року. Спочатку вони називалися Joyspeed. Клаус Норрін і Сорен Растед познайомилися в 1989 році, і на початку 1990-х років вони разом писали пісні. У той час Рене Діф працював у Нідерландах, як клубний DJ, а Растед і Норрін починали, як продюсери. Растед і Норрін виграли конкурс і були найняті продюсувати саундтрек. Для деяких пісень вони найняли Діфа. Цих трьох залучили, щоб зробити частину саундтреку до маловідомого фільму під назвою Frække Frida og de frygtløse spioner. Запис саундтреку розпочався в 1993 році. Добре порозумівшись, тріо вирішило знову працювати разом над майбутнім проєктом. Через кілька місяців після виходу фільму Діф помітив Лене Нюстрьом, яка співала на поромі Норвегія-Данія, M/S Peter Wessel. Він підійшов до неї та найняв її, як солістку Joyspeed, пізніше перейменованого на Aqua. Створення Joyspeed було засновано на тому, що Норрін і Растед виконували продюсування для групи, а Діф читав реп, а Ністрем виконувала основний вокал. Невеликий шведський звукозаписний лейбл уклав з ними контракт у 1994 році, і їхній перший сингл «Itzy Bitzy Spider» вийшов у Швеції. Сингл не зміг стати популярним, і через тиждень у нижньому кінці шведських чартів він повністю зник. Четверо були розчаровані та скасували свій контракт із звукозаписним лейблом (хоча лейбл хотів залишити групу для подальших випусків).

### 1996—1998:Aquariumі міжнародне визнання
З новим менеджером і без угоди про запис, гурт почав все спочатку та почав розвивати свій знаменитий напрямок поп-музики. Четверо почали продюсувати та писати мелодійні, привабливі європейські поп-пісні, привернувши увагу головного лейбла Universal Music Denmark. Вони перейменували себе в Aqua, вибравши назву, яку бачили на плакаті для акваріума в їхній гримерці, і врешті-решт прийняли пропозицію Universal Music Denmark про запис контракту в 1996 році. Першим релізом гурту під новою назвою був «Roses Are Red», танцювальна пісня з виразним естрадним звучанням. Він вийшов у Данії у вересні 1996 року, і очікувалося, що він увійде в данську десятку кращих. Однак сингл значно перевершив усі очікування лейблу та протримався в чартах понад два місяці, зрештою було продано достатньо копій, щоб отримати платиновий статус. Успіх синглу був додатково підтверджений, коли Aqua отримала номінацію на «Найкращий данський танцювальний гурт», хоча гурт не переміг.
Миттєвий успіх «Roses Are Red» довів Aqua, що їхнє нове звучання було популярним серед публіки, і в результаті їх наступний сингл дотримувався тієї ж формули. Під назвою «My Oh My» сингл знову містив запам'ятовуючий текст у поєднанні з м'яким, мелодійним ритмом. Після випуску в лютому 1997 року «My Oh My» побила всі данські рекорди продажів, отримавши золотий сертифікат протягом шести днів. Сингл відразу посів перше місце в Данії, а група Aqua стала відомою у країні. Перші два сингли довели Universal Music Denmark, що Aqua — дуже затребувана група, і в результаті лейбл прагнув почати продавати свою музику по всьому континенту. Aqua випустила свій дебютний альбом «Aquarium» у Данії 26 березня 1997 року. Альбом містив 11 треків, включаючи перші два сингли та майбутній третій сингл «Barbie Girl». На той час Universal Music Group почала продавати групу в інших країнах, випустивши «Roses Are Red» в Японії в лютому 1997 року та в різних країнах Європи наприкінці 1996 року. Сингл став популярним скрізь, де його продавали, переконавши Universal, що гурт повинен зосереджуватися не лише на данському ринку, а натомість на загальноєвропейському ринку.
Aqua випустила свій третій сингл «Barbie Girl» у травні 1997 року. Пісня, на перший погляд, здається про ляльку Барбі. Однак, на другий погляд, пісня містить кілька сексуальних відтінків, таких, як «Ти можеш розчесати мені волосся, роздягати мене скрізь», «Ти можеш торкатися, ти можеш гратися зі мною» та «Поцілуй мене тут, торкнись мене там, хусткою… трусик.» Попри скарги щодо подвійного значення в «Barbie Girl», Universal Music випустила сингл в усьому світі в 1997 році. Реліз був дуже успішним, займаючи номер один у Великій Британії протягом чотирьох тижнів, в Австралії протягом трьох тижнів і посідаючи топ десять із Billboard Hot 100, чого рідко досягали в той час європейські поп-виконавці.
Aqua випустила свій альбом Aquarium в усьому світі восени 1997 року. Попри те, що альбом добре продавався, багато хто все одно списував групу, як «однохітове диво». Попри це та велику критику з боку засобів масової інформації, Aqua здійснила міжнародний прорив і тепер стала відомою в усьому світі. Наступним альбомом Aqua для «Barbie Girl» в Австралії, Канаді та Великій Британії став «Doctor Jones», хоча інший сингл «Lollipop (Candyman)» вийшов у Сполучених Штатах через MCA Records. «Doctor Jones» посідав перше місце в кількох країнах, включаючи Велику Британію, де він залишався на першому місці протягом двох тижнів, і Австралію, де він був на першому місці сім тижнів.
Трек «Lollipop (Candyman)» став другим хітом групи в Топ-40 у США, досягнувши № 23 у Billboard Hot 100. Пісня посіла № 3 в Австралії. В Японії обидві пісні вийшли як подвійна сторона A і досягли достатнього успіху в чартах синглів.
За «Doctor Jones» пішла «Turn Back Time», пісня, яку добре прийняли як фанати Aqua, так і критики. Ця пісня, на відміну від усіх інших попередніх релізів, відмовилася від поп-музики на користь повільного мейнстрімового ритму. Пісня увійшла до саундтреку до фільму «Розсувні двері» і, на відміну від багатьох інших релізів Aqua, отримала велику кількість радіо- та відеотрансляцій. Ця пісня стала їхнім третім синглом, який посів перше місце у Великій Британії. Станом на 2005 рік лише кільком іншим виконавцям вдалося досягти такого початкового успіху у Великій Британії (групи, серед яких Westlife і Spice Girls). В інших місцях пісня також показала хороші результати, включно з досягненням № 10 в Австралії, однак вона не мала успіху в США і, таким чином, ознаменувала кінець участі Aqua в Штатах.
Другий данський сингл Aqua, «My Oh My», був відроджений у серпні 1998 року. Сингл також вийшов у кількох інших європейських країнах, де він не вийшов спочатку. Після випуску «Good Morning Sunshine», який досяг обмеженого успіху, Aqua вирішили зосередитися на своєму другому альбомі та на гастролях Австралією. Це означало кінець періоду, який шанувальники Aqua назвали «епохою акваріумів». Група також випустила документальний фільм 1 грудня 1998 року, який містив кілька живих виконань пісень з альбому Aquarium та інтерв'ю з учасниками.

### 1999—2001:Aquarius, суперечка щодо Mattel і перерва
Протягом 1999 року Aqua були відносно спокійною, вирішивши зосередитися на записі альбому Aquarius. Відповідно до рекламних інтерв'ю з групою, для альбому було записано понад 30 пісень, хоча зрештою лише дванадцять потрапили до остаточної версії. Група випустила свій другий альбом Aquarius у лютому 2000 року. Альбом миттєво став популярним серед їхніх шанувальників, попри деякі зміни в їх звучанні. Aquarius містив кілька різних музичних стилів. Такі треки, як «Cartoon Heroes» і «Bumble Bees», зберегли поп-звучання дебютного альбому. «Cartoon Heroes» вийшов як перший сингл і добре продавався в Європі та Австралії, досягнувши № 1 у Данії, № 7 у Великій Британії та № 16 в Австралії. Пісня часто запам'ятовується найкраще завдяки кліпу. Aqua випустила свій наступний сингл «Around the World» у червні 2000 року, хоча він не був таким успішним, як «Cartoon Heroes», досягнувши № 26 у Великій Британії та № 35 в Австралії. Попри це, він досяг першого місця в Данії. Попри те, що тоді не очікувалося, «Around the World» стане останнім синглом Aqua у Великій Британії.
Aqua випустила «Bumble Bees» як сингл у Скандинавії, Європі та Австралії, досягнувши достатнього успіху. «We Belong to the Sea» став четвертим синглом у ще меншій кількості країн, не потрапивши в чарти більшості країн. На певному етапі «Freaky Friday» планувалося як потенційний наступний сингл для випуску на початку 2001 року, але його скасували. Тоді Aqua вирішили, що вони зосередяться на початку роботи над своїм третім альбомом, а не на випуску нових синглів з Aquarius. Перші кілька місяців 2001 року Aqua гастролювала в усьому світі та працювала над матеріалом для свого третього альбому. Гурт також виступав на пісенному конкурсі Євробачення 2001, співпрацюючи з Safri Duo та забезпечуючи музику на етапах голосування конкурсу. Ця вистава також викликала суперечки, оскільки під час виконання «Barbie Girl» (проти якої йшов великий судовий процес) було додано низку образливих фраз і жестів. Під час кількох тихих заходів у Данії група виконала живі версії пісень, що мали ввійти до третього альбому, зокрема «Couch Potato» та «Shakin' Stevens Is a Superstar», остання була даниною поваги виконавцю 1980-х Shakin' Stevens. Кажуть, що пісні містять рок-звучання.
У грудні 2000 року компанія з виробництва іграшок Mattel подав позов проти звукозаписного лейбла групи. Справа Mattel v. MCA Records, 296 °F.3d 894 9th Cir. 2002, стверджуючи, що «Barbie Girl» завдала шкоди репутації бренду Барбі. Суддя Алекс Козінскі, який писав для Апеляційного суду дев'ятого округу Сполучених Штатів, підтримав окружний суд, який визнав, що використання торгової марки Mattel у фільмі «Дівчинка Барбі» підпадає під винятки, щодо некомерційного використання Федерального закону про розмивання торгових марок. Суддя Козінський завершив свою думку, написавши: «Сторонам рекомендується заспокоїтися».

### 2008—2012: Воз'єднання таMegalomania
У 2008 році Aqua знову зібралася і пообіцяла тур із 25 концертів, який мав розпочатися влітку. Компанія звукозапису отримала пропозиції з Данії, Канади, Сполучених Штатів і Великої Британії. Aqua нарешті дала 8 концертів по Данії в рамках фестивалю «Grøn koncert». 15 червня 2009 року вони випустили свій другий альбом найбільших хітів, який містить 16 старих ремастеризованих треків і три нові пісні: «My Mamma Said», «Live Fast, Die Young» і їх перший сингл за вісім років «Back to the 80s». ", яка вийшла в Данії 25 травня 2009 року.[9] «Back to the 80s» дебютував під номером один у Данії, де він залишався шість тижнів, ставши п'ятим синглом гурту, який займав перше місце. Відтоді він був сертифікований як платиновий Міжнародною федерацією фонографічної промисловості (IFPI) за продаж 30 000 примірників у Данії. Aqua також гастролювала по Скандинавії з травня по серпень 2009 року та виступала на кількох концертах у Німеччині, Великій Британії та Франції.
Альбом «The Greatest Hits» вийшов у Північній Америці та багатьох країнах Європи 22 вересня 2009 року та у Великій Британії 29 вересня 2009 року.
Aqua розпочала запис «Megalomania» на початку 2010 року, реліз якого запланований на весну 2011 року. Aqua випустила головний сингл альбому «How R U Doin?» 14 березня 2011 року після попереднього перегляду пісні на офіційній сторінці гурту у Facebook 10 березня 2011 року група записала цю пісню у співавторстві з Томасом Троельсеном, пісня досягла четвертого місця в Данії, ставши десятим синглом групи в десятці найпопулярніших. Відтоді він отримав золотий сертифікат Міжнародної федерації фонографічної промисловості за продаж 15 000 примірників у Данії.
Спочатку Aqua планували випустила свій третій студійний альбом 14 липня 2011 року, однак реліз було перенесено на 5 вересня 2011 року, оскільки звукозаписний лейбл посилався на невдалий час. Вихід альбому Megalomania перенесли на 3 жовтня 2011 року. 7 вересня 2011 року Aqua випустила попередній трек свого нового синглу «Playmate to Jesus» на своїй офіційній сторінці у Facebook, який вийшов 12 вересня 2011 року.
8 вересня 2011 року було оголошено, що пісня «Like a Robot», також вийде. Також 12 вересня пісня почала боротися проти сінглу «Playmate to Jesus» у чартах. Після помірного успіху в чартах Megalomania в Данії, розширена версія гурту за участю всіх чотирьох оригінальних учасників (Lene Nystrøm Rasted, René Dif, Søren Rasted, Claus Norreen), а також нових доповнень Niels Lykke Munksgaard Rasmussen (гітара) Frederik Thaae (бас).) і Мортена Хеллборна (барабани), здійснили тур по Австралії в березні 2012 року. Спочатку вони оголосили про шість концертів, але швидко додали ще три концерти в Мельбурні, Сіднеї та Перті (Фрімантл) через великий попит. Aqua з'явилася на «Sunrise» — австралійському ранковому телешоу на Seven Network. Вони виконали акустичну версію пісні «Barbie Girl» у повільному темпі, і виявилося, що Лене хвора на пневмонію, але концерти триватимуть, оскільки група пишається тим, що ніколи не скасовувала шоу. Потім вони з'явилися на каналі Seven Network The Morning Show, виконавши «Doctor Jons». Після туру гурт знову розпався. 2014 року гурт анонсував тур Австралією та Новою Зеландією.

### 2016–дотепер: Друге возз'єднання
У вересні 2016 року було оголошено, що Aqua дасть «щонайменше 10 концертів» у рамках музичного фестивалю Vi Elsker 90'erne («Ми любимо 90-ті»). Це був перший концерт Aqua в Данії з 2011 року.
20 вересня 2016 року Aqua оголосила, що Клаус Норрін не повернеться до групи. Норрін сказав у заяві, що його «музичний фокус» змінився і, що він більше не бажає гастролювати з Aqua, але як і раніше вважає інших членів Aqua «своєю сім'єю».
29 травня 2018 року Aqua оголосила про «The Rewind Tour» у Канаді з колегами з 90-х Prozzäk і Whigfield. У червні 2018 року Aqua випустили свій сингл під назвою «Rookie».
У липні 2021 року гурт випустив кавер на пісню «I Am What I Am» для Copenhagen Pride 2021.
29 квітня 2022 року під час концерту в парку Тіволі, Копенгаген, гурт оголосив, що вирушить у тур, який триватиме до 2023 року.

## Дискографія
- Aquarium (1997)
- Aquarius (2000)
- Megalomania (2011)